# Incydent na Dogger Bank

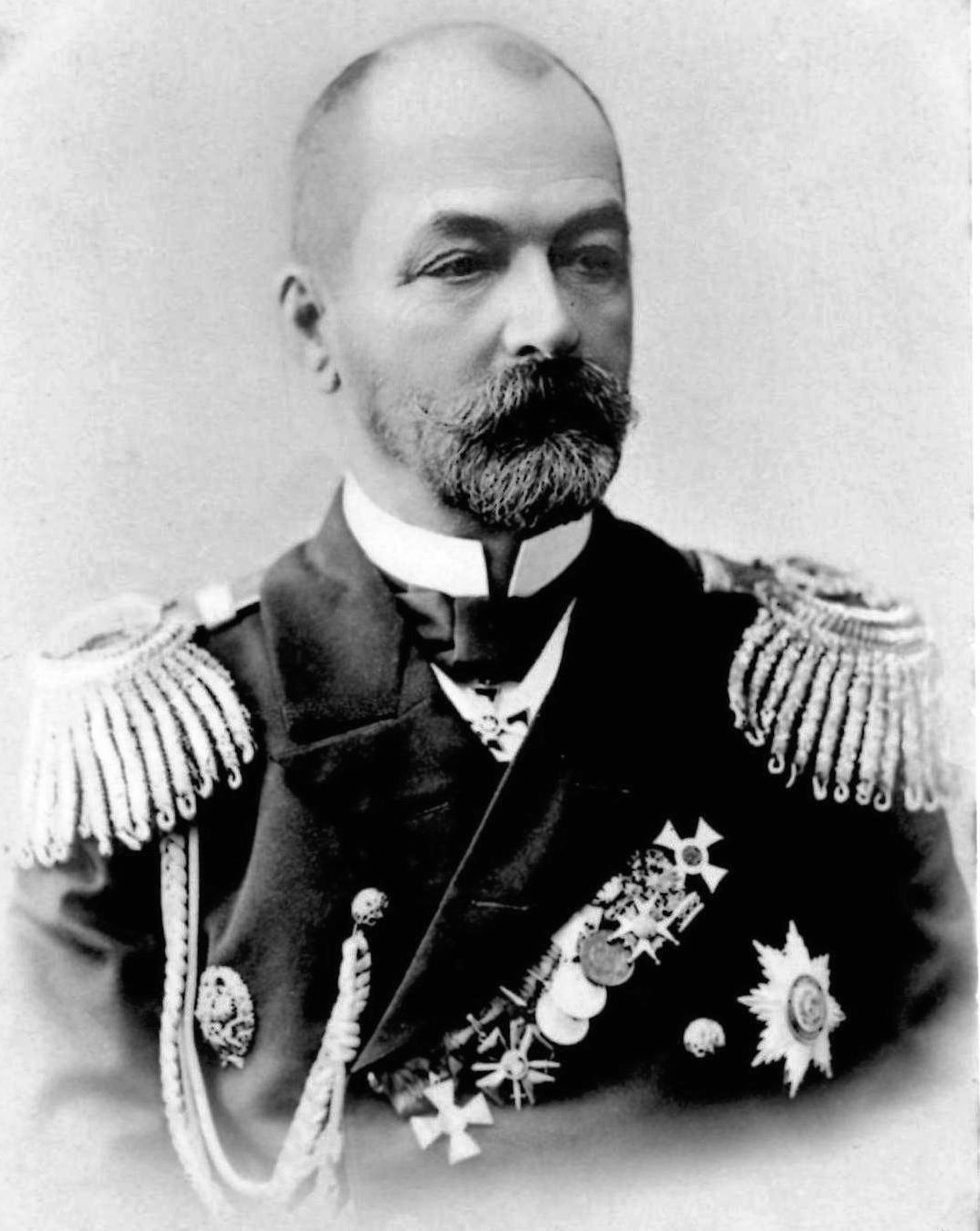
Admirał Zinowij Rożestwienski

Incydent na Dogger Bank (ang. Dogger Bank Incident), znany również jako incydent hullski (ros. Гулльский инцидент) – międzynarodowy incydent zbrojny, mający miejsce w nocy z 21 na 22 października 1904 roku na Morzu Północnym, pomiędzy okrętami rosyjskiej Drugiej Eskadry Pacyfiku dowodzonej przez admirała Zinowija Rożestwienskiego a brytyjskimi kutrami rybackimi, łowiącymi w rejonie Dogger Bank. W wyniku ostrzału artyleryjskiego, wywołanego omyłkowym rozpoznaniem cywilnych jednostek jako torpedowców japońskich atakujących Rosjan, zatonął jeden z brytyjskich kutrów, na którym zginęło dwóch rybaków, trzeci zmarł kilka miesięcy później w wyniku doznanych obrażeń; od pocisków własnej artylerii stracił życie również rosyjski kapelan.
Oburzenie brytyjskiej opinii publicznej spowodowało, że premier Arthur Balfour zażądał od Rosji postawienia odpowiedzialnych oficerów przed sądem. Kryzys został zażegnany dzięki mediacji francusko-niemieckiej, a sprawa incydentu skierowana do rozpatrzenia przez międzynarodową komisję, która orzekła winę Rosjan, nakazując im zapłatę odszkodowania pieniężnego. Druga Eskadra popłynęła ostatecznie w dalszy rejs, zakończony klęską w bitwie pod Cuszimą.

## Rejs okrętów Floty Bałtyckiej na Daleki Wschód
Po wybuchu wojny rosyjsko-japońskiej i zablokowaniu rosyjskiej Eskadry Oceanu Spokojnego w Port Artur, Mikołaj II i rząd rosyjski podjęli decyzję o wysłaniu na Daleki Wschód okrętów Floty Bałtyckiej. Przygotowania do tak dalekiego rejsu trwały kilka miesięcy i ostatecznie zespół rosyjski, nazwany Drugą Eskadrą Pacyfiku, wyruszył z Lipawy 15 października 1904 roku. Eskadra liczyła 42 okręty i około 12 tys. ludzi, płynęły z nią również liczne statki zaopatrzeniowe i pomocnicze.
Rejs Drugiej Eskadry był niezwykle trudnym zadaniem. Jako okręty strony wojującej, jednostki rosyjskie nie mogły dla uzupełnienia paliwa zawijać do portów neutralnych. Znaczna część drogi miała przebiegać przez wody znajdujące się pod kontrolą Wielkiej Brytanii, zachowującej w toczącej się wojnie neutralność, ale od 1902 roku związanej z Japonią układem sojuszniczym. Ponadto raporty agentów rosyjskiego wywiadu wskazywały na możliwość zaatakowania płynącej floty przez japońskie okręty działające ze wsparciem strony brytyjskiej. Wiadomości te docierały do członków załóg, tworząc atmosferę zagrożenia.

## Incydent

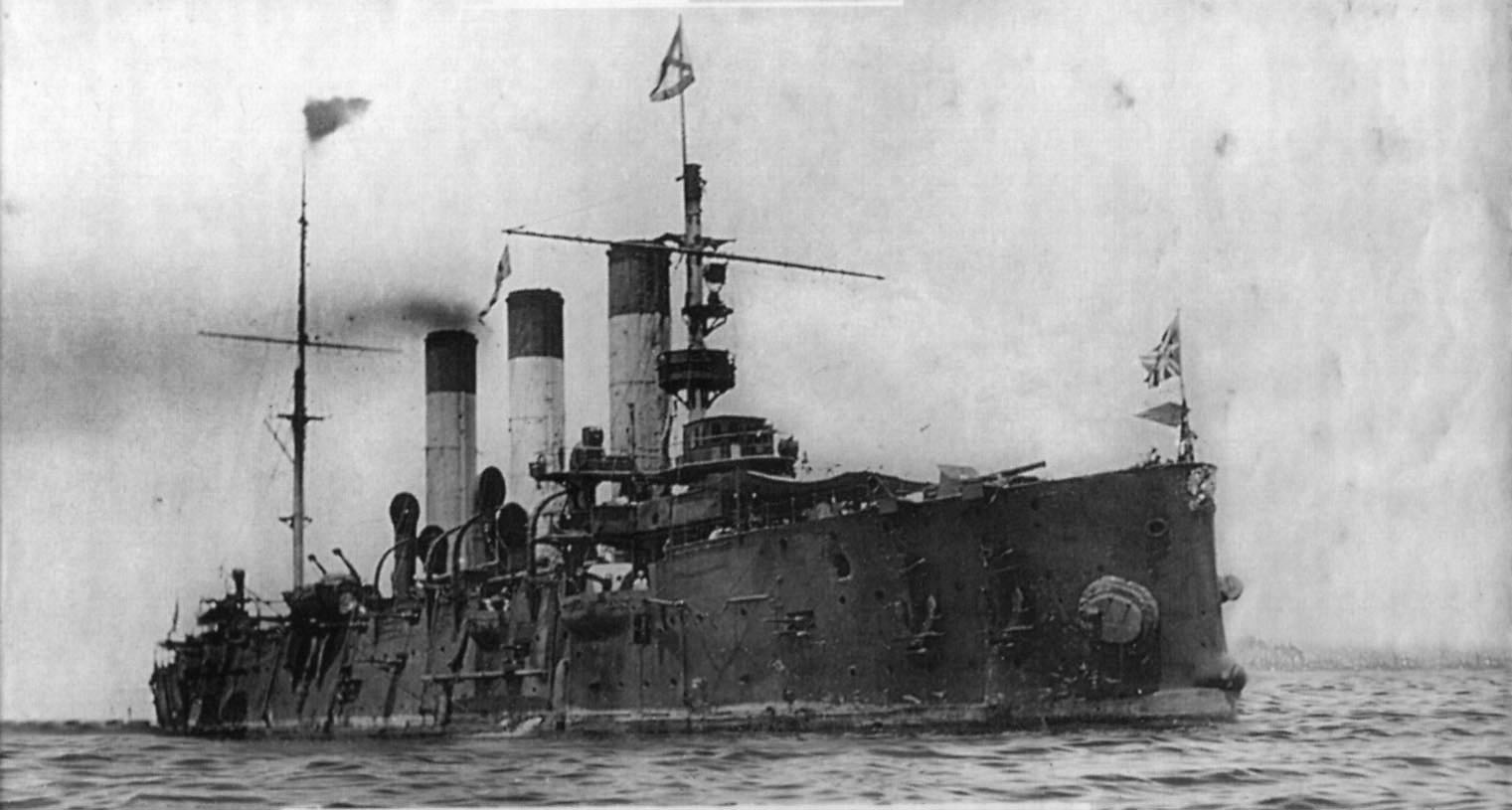
„Aurora” w malowaniu z 1904 roku

Po wpłynięciu na Morze Północne, rosyjska eskadra znalazła się w nocy 21 października w rejonie Dogger Bank, rozległej ławicy, od wieków służącej jako łowisko dla rybaków ze wszystkich okolicznych wybrzeży. Także i tym razem morze nie było puste. Zagubiony we mgle statek warsztatowy „Kamczatka” nadał sygnał o napotkaniu wrogich okrętów. Obserwatorzy na okrętach zauważyli w ciemnościach niewielkie jednostki, rozpoznane jako japońskie torpedowce, szykujące się do ataku. W rzeczywistości były to brytyjskie kutry rybackie z nieodległego Hull. Po zignorowanym według Rosjan wezwaniu do identyfikacji i zmiany kursu, okręty otworzyły ogień artyleryjski do domniemanego przeciwnika. Niektórzy uczestnicy twierdzili, że wyraźnie widzieli czterokominowy torpedowiec. W efekcie ostrzału zatopiony został kuter „Crane”, na którym zginęło dwóch brytyjskich rybaków, i uszkodzono dalsze pięć kutrów. Ranny szyper jednego z nich zmarł po kilku miesiącach. Ostrzelany został również przez własne okręty krążownik „Aurora”, który znalazł się po drugiej stronie linii kutrów i omyłkowo został wzięty za wrogą jednostkę. Został trafiony czterema pociskami kalibru 75 mm i jednym 47 mm, które śmiertelnie raniły okrętowego kapelana Anastazego i lekko raniły jednego marynarza. Sama „Aurora”, płynąca na lewym skrzydle, wystrzeliła 500 pocisków z lekkich dział i 1800 z karabinów maszynowych. Uszkodzenia odniósł także drugi krążownik, „Dmitrij Donskoj”. Chaotyczny ostrzał został przerwany po około dziesięciu minutach, gdy dowódcy zorientowali się w sytuacji.

## Konsekwencje
Ujawnienie szczegółów incydentu wzburzyło brytyjską opinię publiczną. Wojskowy komentator dziennika „The Times”, pułkownik Repington, określił rosyjską eskadrę jako „niebezpieczną dla społeczeństwa”. Rząd premiera Balfoura zażądał postawienia przed sądem admirała Rożestwienskiego i oficerów odpowiedzialnych za śmierć rybaków, ogłaszając jednocześnie mobilizację rezerwistów. Okręty Royal Navy rozpoczęły pościg za Rosjanami i zablokowały ich w hiszpańskim Vigo. Początkowo cesarz i rząd rosyjski, poróżnieni z Wielką Brytanią na tle jej polityki w Tybecie i na Bałkanach, nie zamierzali ustąpić. Roli mediatora w konflikcie podjęły się dyplomacja francuska i cesarz niemiecki Wilhelm II. Ostatecznie Mikołaj II zgodził się na zbadanie  sprawy przez Międzynarodową Komisję Śledczą. W Vigo pozostał kapitan I rangi Nikołaj Kłado, który miał reprezentować admirała Rożestwienskiego w dalszym postępowaniu, zaś druga eskadra wyruszyła w dalszy rejs.
Komisja, utworzona na podstawie umowy podpisanej w Petersburgu 25 listopada, zebrała się na pierwszym posiedzeniu 22 grudnia 1904 roku w Paryżu, zaś końcowy raport ze śledztwa ogłoszono 26 lutego 1906 roku. Rosjanie zostali uznani winnymi, otwarcie ognia określono jako nieuprawnione. Jako odszkodowanie przyznano Wielkiej Brytanii kwotę 65 tys. funtów, wypłacone przez rosyjskiego ambasadora w Londynie w marcu. Tymczasem druga eskadra rozdzieliła się na dwa zespoły, jeden płynący dookoła Przylądka Dobrej Nadziei, drugi, mniejszy, przez Morze Śródziemne i Kanał Sueski. Połączyły się w rejonie Madagaskaru, kierując w stronę Cieśniny Cuszimskiej.
Kryzys w stosunkach brytyjsko-rosyjskich na przełomie 1904 i 1905 roku nie miał jednak dalej idących konsekwencji. Rosyjskie ustępstwa w sprawie śledztwa i odszkodowania oraz pokojowa polityka premiera Arthura Balfoura i ministra spraw zagranicznych markiza Lansdowna, doprowadziły w dwa lata później do zawarcia przez obydwa kraje porozumienia.